# Bahnhof Querfurt
Der Bahnhof Querfurt liegt an der Bahnstrecke Merseburg–Querfurt und an der auf diesem Abschnitt stillgelegten Bahnstrecke Röblingen am See–Vitzenburg. Das frühere Empfangsgebäude ist im örtlichen Denkmalverzeichnis unter der Erfassungsnummer 094 16626 als Baudenkmal verzeichnet.

## Geschichte
Der Bahnhof wurde mit der Eröffnung der Strecke der preußischen Staatsbahn zwischen Oberröblingen (heute Röblingen am See) und Querfurt im Oktober 1884 in Betrieb genommen. Am 1. Juli 1904 wurde die Strecke von Querfurt nach Vitzenburg verlängert. 1911 kam die Strecke von Merseburg hinzu.
Der Personenverkehr nach Vitzenburg wurde am 31. Dezember 1998 eingestellt, endgültig stillgelegt wurde die Strecke 2013. Der Personenverkehr nach Röblingen am See wurde am 13. Dezember 2003 eingestellt und die Strecke von Querfurt nach Schraplau 2004 stillgelegt.
Seit Dezember 2024 wird der Bahnhof von Zügen der S-Bahn Mitteldeutschland bedient. In diesem Zusammenhang wurde der Stundentakt aufs Wochenende ausgeweitet und alle Fahrten bis Halle weitergeführt.

## Verkehrsanbindung
| Linie                    | Linienverlauf                                                     | Takt (min) | EVU             |
| ------------------------ | ----------------------------------------------------------------- | ---------- | --------------- |
| S 11                     | Querfurt – Mücheln – Braunsbedra – Frankleben – Merseburg – Halle | 060        | DB Regio Südost |
| Stand: 15. Dezember 2024 |                                                                   |            |                 |

## Empfangsgebäude
Das Gebäude wurde von der Deutschen Bahn an eine Privatperson verkauft. Im Erdgeschoss befindet sich ein Pausenraum der Deutschen Bahn. In den darauffolgenden Etagen befinden sich mehrere Wohneinheiten, die überwiegend vermietet sind.

## Gleisanlagen
Von den ehemals umfangreichen Gleisanlagen ist 2018 noch das Stumpfgleis 1 am Hausbahnsteig benutzbar, außerdem die Gleise 3 und 4, die eine Umsetzmöglichkeit bieten. Im Osten des Bahnhofes gibt es einen Gleisanschluss eines Agrar- und Futtermittelhandels. Im Jahr 2019 hat die Saale-Unstrut-Bahn, ein in Naumburg/Saale ansässiges Eisenbahnunternehmen, die Gleise 4 und ff. von der Deutschen Bahn langfristig gepachtet und richtet diese Gleise, einschließlich der Ladestraße, des kleinen und des großen Lokschuppens, wieder für den Eisenbahnbetrieb her. Im Jahr 2023 können bereits die Gleise 4 und 5 zur Abstellung von Lokomotiven, Triebzügen und Wagen genutzt werden. Im Zuge einer Großinvestition im Rahmen des Kohleausstiegs soll das Bahnhofsumfeld bis 2030 modernisiert und der Bahnhof wieder eine güterverkehrliche Bedeutung erhalten.
Seit dem Jahr 2020 ist der Bahnhof Querfurt an das elektronische Stellwerk in Frankleben angeschlossen. Seit dieser Zeit ist das letzte verbliebene Stellwerk in Querfurt (Qo) außer Betrieb.